# Le Port de la drogue
Pour plus de détails, voir Fiche technique et Distribution.
Le Port de la drogue (Pickup on South Street) est un film d'espionnage américain réalisé par Samuel Fuller, sorti en 1953.

## Résumé
Dans un métro bondé, deux agents du FBI suivent une jeune femme, Candy, qu'ils soupçonnent d'être un agent de liaison communiste. Un inconnu se place face à elle et, profitant de la foule et masquant ses gestes derrière un journal, lui subtilise son portefeuille. Les agents ne parviennent pas à l'arrêter, mais savent que le portefeuille contient un microfilm très important.
L'un des agents s'adresse à un policier local qui fait appel à Moe, une vieille marchande de cravates qui vend des renseignements à la police grâce à sa connaissance de la petite pègre. À partir du mode opératoire du voleur, Moe aide l'agent du FBI à identifier Skip McCoy, un petit pickpocket déjà arrêté trois fois par ce policier.
McCoy, qui habite une maison à pilotis au-dessus d'une des rivières qui bordent Manhattan, trouve le micro-film dans le portefeuille, en plus de l'argent attendu. Soupçonnant sa valeur, il le cache dans le double-fond d'une caisse à bières qu'il garde au frais dans l'eau. Les policiers fouillent sa maison sans succès et le font venir au poste. Ils lui expliquent que le microfilm fait partie d'un complot communiste, sans le fléchir.
Pendant ce temps, Candy est chargée par Joe, son ancien amant, de retrouver le pickpocket. Elle passe également par Moe et va voir McCoy. Elle se laisse embrasser mais il lui prend son argent et la renvoie.
Joe, de plus en plus nerveux, donne alors 500 dollars à la jeune femme et la renvoie négocier avec McCoy. Celui-ci exige 25 000 dollars pour traiter avec les communistes, apprenant du même coup à Candy qui sont les gens pour qui elle travaille. Elle est également de plus en plus attirée par McCoy.
Les chefs communistes ordonnent à Joe de prendre les choses en main. Candy lui donne une fausse adresse pour le domicile de McCoy et retourne voir celui-ci afin de le prévenir. Toujours arrogant, il sort devant elle le micro-film de sa cachette ; elle l'assomme, s'empare de l'objet et se rend à la police. Le FBI lui donne alors pour mission de remettre le micro-film à Joe afin de pouvoir arrêter celui-ci lorsqu'il le remettra à un personnage plus important.
Joe, constatant que Candy l'a trompé, va voir Moe. La vieille femme refuse de vendre McCoy à un communiste et le laisse la tuer froidement, malgré sa grande crainte de finir à la fosse commune. McCoy ira récupérer son cercueil pour lui donner une sépulture décente.
Candy retrouve Joe et lui donne le micro-film. Joe constate qu'il en manque une partie. Il frappe violemment Candy, et lui tire dessus, la laissant entre la vie et la mort. La police intervient, mais Joe parvient à s'échapper en abattant un policier. McCoy, venu voir la jeune femme à l'hôpital, se rend compte de son héroïsme et de la force de son amour pour lui.
Ayant trouvé l'adresse de McCoy dans le sac de Candy, Joe va enfin voir le pickpocket. McCoy l'évite, puis le suit dans la rue et dans le métro. Dans un wagon bondé, utilisant la même technique que pour voler le portefeuille de Candy, il subtilise le revolver de Joe. Il suit celui-ci jusqu'aux toilettes d'une station où il le voit remettre le micro-film à un complice. McCoy frappe le complice qui reste sans connaissance et poursuit Joe jusque sur les rails du métro.
En épilogue, McCoy revient au bureau de police où se trouve Candy, blanchi pour son acte de patriotisme. Devenu moins arrogant, il emmène avec lui la jeune femme, tous deux ne faisant pas un pari avec le policier sur la date de sa prochaine arrestation.

## Fiche technique
- Titre : Le Port de la drogue
- Titre original : Pickup on South Street
- Réalisation : Samuel Fuller
- Scénario : Samuel Fuller, inspiré d'une intrigue de Dwight Taylor
- Production : Jules Schermer
- Société de production : Twentieth Century Fox
- Musique : Leigh Harline
- Photographie : Joe MacDonald
- Montage : Nick DeMaggio
- Costumes : Travilla
- Pays d'origine : États-Unis
- Format : noir et blanc - 1,37:1 - mono - 35 mm
- Genre : Film noir et policier
- Durée : 80 minutes
- Date de sortie : 17 juin 1953

## Distribution
- Richard Widmark (VF : Jean Daurand) : Skip McCoy
- Jean Peters (VF : Claire Guibert) : Candy
- Thelma Ritter (VF : Germaine Michel) : Moe Williams
- Murvyn Vye (VF : Fernand Rauzena) : le capitaine Dan Tiger
- Richard Kiley (VF : Raymond Loyer) : Joey
- Willis Bouchey (VF : Claude Péran) : l'agent du FBI Zara
- Milburn Stone : le détective Winocki
- Stuart Randall (VF : Gérard Férat) : le commissaire de police
- Clancy Cooper : le détective Eddie (non crédité)

## Version française
Si la version originale traite du degré d'infiltration des agents communistes dans la société américaine, dans la version française, Joe et ses complices ne sont plus des communistes, mais des passeurs de drogue. L'influence du Parti communiste en France — dans les milieux artistiques comme dans l'ensemble d'une population où il représente alors de l'ordre du quart du corps électoral, donc des spectateurs potentiels — poussa la filiale française de la 20th Century Fox à transformer les communistes en trafiquants, et le microfilm en recette d'une nouvelle drogue. Le simple changement de quelques dialogues évacuait le contexte de la guerre froide pour faire du film un polar dénué de contenu politique. Les sous-titres de la version originale font néanmoins bien référence à l'intrigue d'agents communistes.